# 中国网络空间安全协会
中国网络空间安全协会（英語：Cyber Security Association of China）成立于2016年，是中华人民共和国首个由官方批准的网络安全领域的全国性社会团体，其总部位于北京市东城区朝阳门内190号。
中国网络空间安全协会筹备始于2014年，是年10月28日国家互联网信息办公室批准中国网络空间安全协会筹备组成立，协会自此开始以“中国网络空间安全协会（筹）”的名义组织各项活动。
2016年3月25日，协会在北京宣布成立。发起会员共257个，其中单位会员190多个。在协会第一届理事会第一次会议上，方滨兴当选为协会首任理事长，吴曼青、贾焰、马民虎、孟丹、李建华、齐向东、马化腾、肖新光、郑志彬、王海峰、杜跃进等11人当选为副理事长，李欲晓当选为协会秘书长。

## 活动
2016年6月，该协会致信GitHub，要求移除用户编程随想下的「趙家人」名單仓库中的一个帖子，声称其诽谤中共中央总书记习近平有杀人嫌疑。署名为。GitHub随后将整个仓库在中国大陆地区禁用，并返回HTTP 451状态码。